# Dacus longistylus
Dacus longistylus är en tvåvingeart som beskrevs av Christian Rudolph Wilhelm Wiedemann 1830. Dacus longistylus ingår i släktet Dacus och familjen borrflugor. Inga underarter finns listade i Catalogue of Life.